# Liste emigrierter deutschsprachiger Sozialwissenschaftler
In dieser Liste emigrierter deutschsprachiger Sozialwissenschaftler werden ca. 140 (Stand 2025) Sozialwissenschaftlerinnen und Sozialwissenschaftler aufgeführt, die wegen der Herrschaft des Nationalsozialismus aus dem Staatsgebiet des Deutschen Reichs 1933 bis 1945 emigrierten.
In diese Liste werden Wissenschaftler aufgenommen, die vor oder nach der Emigration eine Hochschulprofessur innehatten und mindestens eine sozialwissenschaftliche Monographie verfassten, sowie Autoren, die mindestens vier Monographien vorlegten, von denen mindestens eine von sozialwissenschaftlicher Bedeutung ist. Es werden das Jahr der Emigration, die Stationen und das Ziel-Land und (falls es eine Rückkehr gab) das Jahr der Remigration genannt.
Siehe auch: Liste bekannter deutschsprachiger Emigranten und Exilanten (1933–1945).

## A
- Leonhard Adam (1891–1960), Ethnologe, emigrierte 1939 in das Vereinigte Königreich, wurde 1940 nach Australien deportiert und kehrte 1957 in die Bundesrepublik Deutschland zurück.
- Franz Adler (1908–1983), Soziologe, emigrierte 1938 aus Österreich in die USA.
- Theodor W. Adorno (1903–1969), Philosoph und Soziologe, emigrierte 1934 in das Vereinigte Königreich und 1938 in die USA. Er kehrte 1949 in die Bundesrepublik Deutschland zurück.
- Günther Anders (1902–1992), Sozialphilosoph und Schriftsteller, emigrierte 1933 von Österreich nach Frankreich, dann in die USA. Er kehrte 1950 nach Österreich zurück.
- Hannah Arendt (1906–1975), Publizistin und Gelehrte, emigrierte 1933 nach Frankreich und 1941 in die USA.

## B
- Fritz Baade (1893–1974), Wirtschaftswissenschaftler und SPD-Politiker, emigrierte 1935 in die Türkei und 1946 in die USA. Er kehrte 1948 nach Westdeutschland (britische Zone) zurück.
- Wilhelm Baldamus (1908–1991), Industriesoziologe, emigrierte 1937 nach Großbritannien.
- Herbert Baldus (1899–1970), Ethnologe, befand sich 1933 auf Forschungsreise in Brasilien und kehrte nicht wieder nach Deutschland zurück.
- Käthe Bauer-Mengelberg (1894–1968), Soziologin, emigrierte 1939 in die USA.
- Richard Fritz Behrendt (1908–1972), Soziologe, emigrierte 1934 nach Panama, danach in verschiedene südamerikanische Staaten. Er siedelte in den 1950er Jahren in die Schweiz über und kehrte in den 1960ern in die Bundesrepublik Deutschland zurück.
- Reinhard Bendix (1916–1991), Soziologe, emigrierte 1938 in die USA.
- Walter Benjamin (1892–1940), Philosoph und Gesellschaftstheoretiker, emigrierte 1933 nach Frankreich, nach einem vergeblichen Versuch, nach Spanien zu kommen, nahm er sich 1940 das Leben.
- Arnold Bergstraesser (1896–1964), Politikwissenschaftler, emigrierte 1937 in die USA. Er kehrte 1954 in die Bundesrepublik Deutschland zurück.
- Siegfried Bernfeld (1892–1953), Reformpädagoge, Psychoanalytiker und Schriftsteller. Emigrierte 1934 über Frankreich in die USA.
- Marianne Beth (1890–1984), Rechtswissenschaftlerin, Soziologin, Frauenrechtlerin, emigrierte 1938 von Österreich in die USA.
- Peter Blau (1918–2002), Soziologe, emigrierte 1939 aus Österreich nach Frankreich, dann in die USA.
- Kurt Blaukopf (1914–1999), Musiksoziologe, emigrierte 1938 aus Österreich nach Frankreich und 1940 nach Palästina. Er kehrte 1947 nach Österreich zurück.
- Ernst Bloch (1885–1977), Philosoph, emigrierte 1939 in die USA. 1949 kehrte er in die DDR zurück und siedelte 1961 in die Bundesrepublik Deutschland über.
- Heinrich Blücher (1899–1970), Philosoph, emigrierte 1933 nach Prag (CSR), 1934 nach Frankreich,  floh von dort nach Internierung 1941 über Spanien und Portugal in die USA.
- Werner W. Boehm (1913–2011), Sozialarbeitswissenschaftler, emigrierte 1933 über die Schweiz nach Frankreich und 1937 in die USA.
- Franz Borkenau (1900–1957), Geschichtsphilosoph, Kulturhistoriker und Soziologe, emigrierte 1933 nach Österreich, dann nach Frankreich und schließlich nach Panama. Er kehrte 1947 in die Bundesrepublik Deutschland zurück.
- Alfred Braunthal (1897–1980), Sozialwissenschaftler und Gewerkschafter, emigrierte 1933 nach Belgien und 1936 in die USA.
- Arnold Brecht (1884–1977), Jurist und Politikwissenschaftler, emigrierte 1933 in die USA. Er kehrte in die Bundesrepublik Deutschland zurück.
- Götz Briefs (1889–1974), Sozialtheoretiker, Sozialphilosoph und Nationalökonom, emigrierte 1934 in die USA.
- Werner Friedrich Bruck (1880–1945), Wirtschaftswissenschaftler, emigrierte 1934 nach England, 1940 in die USA
- Joseph Hans Bunzel (1907–1975), Soziologe und Psychologe, emigrierte 1938 aus Österreich erst nach Frankreich, später in die USA.

## C
- Werner J. Cahnman (1902–1980), Soziologe, emigrierte 1939 in das Vereinigte Königreich, dann in die USA.
- Francis L. Carsten (1911–1998), Historiker, emigrierte 1936 nach Frankreich und 1938 in das Vereinigte Königreich.
- Gerhard Colm (1897–1968), Wirtschafts- und Finanzwissenschaftler, emigrierte 1933 in die USA.
- Lewis Coser (1913–2003), Soziologe, emigrierte 1933 nach Frankreich und 1939 über Portugal in die USA.
- Fritz Croner (1896–1979), Soziologe, emigrierte 1934 nach Schweden.

## D
- Peter Drucker (1909–2005), Wirtschaftswissenschaftler, emigrierte 1933 in das Vereinigte Königreich, dann 1937 in die USA.

## E
- Wolfram Eberhard (1909–1989), Ethnologe und Sinologe, emigrierte 1937 in die Türkei.
- Harry H. Eckstein (1924–1999), Politikwissenschaftler, wurde 1936 als Zwölfjähriger von US-amerikanischen Behörden auf Basis eines Intelligenztests zur Einwanderung ausgewählt.
- Norbert Elias (1897–1990), Soziologe, Philosoph und Dichter, emigrierte 1933 nach Frankreich, dann 1935 nach Großbritannien. Er siedelte 1962 nach Ghana über und lebte ab 1975 in den Niederlanden.
- Amitai Etzioni (1929–2023, geboren als Werner Falk), emigrierte 1936 mit seinen Eltern nach Palästina und siedelte später in die USA über.
- Heinz Eulau (1915–2004), Politikwissenschaftler, emigrierte 1934 in die USA.

## F
- Ernst Fischer (1899–1972), Philosoph, Publizist und Politiker. Emigrierte 1934 aus Österreich in die Sowjetunion. Er kehrte 1945 nach Wien zurück.
- Ernst Hugo Fischer (1897–1975), Philosoph und Soziologe, emigrierte 1938 nach Norwegen, dann in das Vereinigte Königreich. Er kehrte in den 1950er Jahren in die Bundesrepublik Deutschland zurück.
- Ossip K. Flechtheim (1909–1998), Rechts- und Politikwissenschaftler, emigrierte 1935 in die Schweiz und 1939 in die USA. Er kehrte 1951 nach Deutschland zurück.
- Emerich K. Francis (1906–1994), Soziologe, emigrierte 1939 in das Vereinigte Königreich und wurde 1940 nach Kanada abgeschoben. 1947 siedelte er in die USA über. Er kehrte 1958 in die Bundesrepublik Deutschland zurück.
- Ernst Fraenkel (1898–1975), Politikwissenschaftler, emigrierte 1938 über das Vereinigte Königreich in die USA. Er kehrte 1951 nach (West-)Berlin zurück.
- Bruno Frei (1897–1988), österreichischer Philosoph und Publizist. Emigrierte Anfang 1933 aus Berlin nach Prag (CSR), 1939 nach Frankreich und von dort nach Lagerinternierung 1941 nach Mexiko. Er kehrte 1947 nach Wien zurück.
- Walter Friedländer (1891–1984), Sozialarbeitswissenschaftler, emigrierte 1933 nach Frankreich und 1937 in die USA.
- Erich Fromm (1900–1980), Psychoanalytiker, Philosoph und Sozialpsychologe, emigrierte 1933 in die Schweiz, dann 1934 in die USA und nahm 1974 seinen Alterswohnsitz in der Schweiz.

## G
- Herbert J. Gans (1927–2025), Soziologe, emigrierte 1940 in die USA.
- Peter Gay (1923–2015), Historiker und Psychoanalytiker, emigrierte 1939 nach Kuba und 1941 in die USA.
- Theodor Geiger (1891–1952), Soziologe, emigrierte 1933 nach Dänemark, zehn Jahre später nach Schweden, kehrte 1945 nach Dänemark zurück.
- Hans Heinrich Gerth (1908–1978), Soziologe, emigrierte 1938 über das Vereinigte Königreich in die USA. Er kehrte 1971 in die Bundesrepublik Deutschland zurück.
- Ruth Glass (1912–1990), Soziologin, emigrierte über Prag und Genua in das Vereinigte Königreich.
- Boris Goldenberg (1905–1980), Politiker, Journalist und Historiker, emigrierte 1933 nach Frankreich, dann Palästina (1935–1937), dann noch einmal Frankreich, dann 1941 nach Kuba. Er kehrte 1964 in die Bundesrepublik Deutschland zurück.
- Shimon Gottschalk (* 1929), Sozialarbeitswissenschaftler, emigrierte 1938 als Kind mit der Familie in die USA.
- Adolf Grabowsky (1880–1969), Politikwissenschaftler, emigrierte 1934 in die Schweiz und kehrte nach dem Zweiten Weltkrieg in die Bundesrepublik Deutschland zurück.
- Alfred Grosser (1925–2024), Politikwissenschaftler und Soziologe, emigrierte 1933 als Kind mit seiner Familie nach Frankreich. Er lebte nach dem Zweiten Weltkrieg in Deutschland und Frankreich.
- Waldemar Gurian (1902–1954), Politikwissenschaftler, emigrierte 1934 in die Schweiz und 1937 in die USA.
- Arcadius Rudolf Lang Gurland (1904–1979), Politikwissenschaftler, emigrierte 1933 nach Belgien, dann Frankreich, dann 1940 in die USA. Er kehrte 1950 nach Berlin(-West) zurück.
- Franz Gutmann (1879–1967), Wirtschaftswissenschaftler, emigrierte 1939 in die USA.

## H
- Ernst Bernard Haas (1924–2003), Politikwissenschaftler, emigrierte 1938 mit seinen Eltern in die USA.
- Karl Wilhelm Haas (1883–1956), Philosoph, Psychologe und Soziologe, emigrierte 1934 in den Iran und 1940 in die USA.
- George Nikolaus Halm (1901–1984), Wirtschaftswissenschaftler, emigrierte 1936 in die USA.
- Richard Hauser (1911–1990), Sozialwissenschaftler, emigrierte 1938 von Österreich nach Palästina, zog nach Kriegsende nach Australien und lebte ab 1957 im Vereinigten Königreich.
- Klaus Hinrich Heberle (1931–1998), Philosoph und Politikwissenschaftler, emigrierte 1938 als Kind mit seiner Familie in die USA.
- Rudolf Heberle (1896–1991), Soziologe, emigrierte 1938 in die USA.
- Hans von Hentig (1887–1974), Rechtswissenschaftler und Kriminologe, emigrierte 1935 in die USA und kehrte 1951 in die Bundesrepublik Deutschland zurück.
- Eduard Heimann (1889–1967), Wirtschaft- und Sozialwissenschaftler, emigrierte 1933 über die Niederlande in die USA und kehrte erst 1963 in die Bundesrepublik Deutschland zurück.
- Paul Hermberg (1888–1969), Wirtschafts- und Sozialwissenschaftler, emigrierte 1936 nach Kolumbien und 1940 in die USA.
- Frederick Hertz (1878–1964), österreichischer Soziologe, Nationalökonom und Kulturhistoriker, emigrierte 1938 in das Vereinigte Königreich.
- John H. Herz (1908–2005), Politikwissenschaftler, emigrierte 1935 in die Schweiz und 1938 in die USA.
- Hildegard Therese Himmelweit (1918–1989),  Sozialpsychologin, emigrierte 1935 in das Vereinigte Königreich.
- Magnus Hirschfeld (1868–1935), Arzt, Sexualforscher und Schriftsteller. Emigrierte 1933 nach Frankreich.
- Albert O. Hirschman (1915–2012), Soziologe und Volkswirt, emigrierte 1933 über Frankreich, das Vereinigte Königreich, Spanien, Italien und wieder Frankreich in die USA (1940).
- Hajo Holborn (1902–1969), Historiker, emigrierte 1934 über das Vereinigte Königreich in die USA.
- Louise Holborn (1898–1975), Politologin, emigrierte 1933 über das Vereinigte Königreich in die USA.
- Paul Honigsheim (1885–1963), Soziologe, emigrierte 1933 nach Frankreich, dann nach Panama und 1938 in die USA.
- Max Horkheimer (1895–1973), Sozialphilosoph, emigrierte 1933 über die Schweiz und Frankreich in die USA (1934). 1949 kehrte er in die Bundesrepublik Deutschland zurück.
- Berthold Frank Hoselitz (1913–1995), Wirtschafts- und Sozialwissenschaftler, emigrierte 1938 aus Österreich in die USA.
- Erich Hula (1900–1987), Politikwissenschaftler, emigrierte 1938 aus Österreich über die Tschechoslowakei, die Schweiz und das vereinigte Königreich in die USA.

## I
- Gustav Ichheiser (1897–1969), Sozialpsychologe und Soziologe, emigrierte 1938 aus Österreich in die Schweiz und 1940 über das Vereinigte Königreich in die USA.
- Joachim Israel (1920–2001), Soziologe und Sozialpsychologe, emigrierte 1938 nach Schweden.

## J
- Georg Jacoby (1904–1978), Soziologe, Jurist und Statistiker, emigrierte 1936 nach Neuseeland.
- Henry Jacoby (1905–1986), Journalist und Schriftsteller, emigrierte 1938 über die Tschechoslowakei, Frankreich (Internierung) und das Vereinigte Königreich in die USA (1941).
- Marie Jahoda (1907–2001), Sozialwissenschaftlerin emigrierte 1936 aus Österreich in das Vereinigte Königreich, dann 1945 in die USA. Sie kehrte 1958 in das Vereinigte Königreich zurück.

## K
- Alfred Kähler (1900–1981), Wirtschaftswissenschaftler, emigrierte 1934 in die USA.
- Erich von Kahler (1885–1970), Schriftsteller, Kulturphilosoph und Soziologe, emigrierte 1933 in die Tschechoslowakei, dann die Schweiz und 1938 schließlich in die USA.
- Hermann Kantorowicz (1877–1940), Rechtswissenschaftler, emigrierte 1933 in die USA und ging 1934 in das Vereinigte Königreich.
- Felix Kaufmann (1895–1949), Rechtsphilosoph, emigrierte 1938 aus Österreich in die USA.
- Suzanne Keller (1927–2010), Soziologin, emigrierte als Kind mit ihrer Familie aus Österreich in die USA.
- Herbert C. Kelman (1927–2022), Sozialpsychologe und Konfliktforscher, Sozialethiker, emigrierte als Kind mit seiner Familie aus Österreich in die USA.
- Hans Kelsen (1881–1973), Rechtswissenschaftler, emigrierte 1933 in die Schweiz und 1940 in die USA.
- Gerhard Kessler (1883–1963), Wirtschafts- und Sozialwissenschaftler, emigrierte 1933 in die Türkei und kehrte 1951 in die Bundesrepublik Deutschland zurück.
- Otto Kirchheimer (1905–1965), Staats- und Verfassungsrechtler, emigrierte 1933 nach Frankreich und 1937 in die USA.
- Wolfgang Köhler (1887–1967), Psychologe und Gestalttheoretiker, emigrierte 1935 in die USA.
- Leo Kofler (1907–1995), Philosoph und Soziologe, emigrierte 1938 aus Österreich in die Schweiz. Rückkehr 1947 nach Deutschland (Ost/SBZ), 1950 in die Bundesrepublik Deutschland.
- René König (1906–1992), Soziologe, Sprachwissenschaftler und Übersetzer, emigrierte 1937 in die Schweiz. 1949 Rückkehr in die Bundesrepublik Deutschland.
- Ernst Kohn-Bramstedt (1901–1978), Historiker und Soziologe, emigrierte 1933 in das Vereinigte Königreich, von dort 1952 nach Australien, 1969 Rückkehr ("retirement") in das Vereinigte Königreich.
- Gisela Konopka (1910–2003), Sozialarbeitswissenschaftlerin, emigrierte 1936 über die Tschechoslowakei, Österreich, Frankreich und Portugal in die USA.
- Karl Korsch (1886–1961), Jurist, Hochschullehrer, Publizist, kommunistischer Politiker und Theoriemarxist, emigrierte 1933 nach Dänemark und 1936 in die USA.
- Fred Kort (1919–2004), Politikwissenschaftler, emigrierte 1939 aus Österreich in die USA.
- Adolf Kozlik (1912–1964), Nationalökonom, Soziologe und Rechtswissenschaftler, emigrierte 1938 aus Österreich in die Schweiz und 1939 in die USA. 1943 flüchtete er vor dem FBI nach Mexiko.
- Siegfried Kracauer (1889–1966), Schriftsteller, Publizist und Soziologe, arbeitete ab 1933 als Korrespondent in Frankreich und emigrierte 1940 in die USA.
- Julius Kraft (1898–1960), Soziologe und Philosoph, emigrierte 1933 in die Niederlande und später in die USA. 1957 Rückkehr nach Frankfurt am Main.
- Hertha Kraus (1897–1968), Sozialwissenschaftlerin, emigrierte 1933 in die USA.
- Edith Kurzweil (1924–2016), Soziologin, emigrierte 1939 nach Belgien und 1940 über Portugal in die USA.
- Jürgen Kuczynski (1904–1997), Nationalökonom, Wirtschaftshistoriker und -soziologe, emigrierte 1934 in das Vereinigte Königreich. 1945 Rückkehr nach Berlin [Ost].
- Robert René Kuczynski (1876 – 1947), Ökonom und Demograph

## L
- Werner S. Landecker (1911–2002), Rechtswissenschaftler und Soziologe, emigrierte 1936 in die USA.
- Siegfried Landshut (1897–1968), Politikwissenschaftler und Soziologe, emigrierte 1933 nach Ägypten, von dort später nach Palästina. 1951 Rückkehr in die Bundesrepublik Deutschland
- Heinz Langerhans (1904–1976), Sozial- und Politikwissenschaftler und Publizist, nach Zuchthaus/KZ 1933/39 1939 Emigration nach Belgien, 1940 nach Frankreich und 1941 in die USA. 1957 Rückkehr in die Bundesrepublik Deutschland.
- Rose Laub Coser (1916–1994), Soziologin, emigrierte 1933 nach Belgien und 1939 in die USA.
- Paul Felix Lazarsfeld (1901–1976), Soziologe, emigrierte 1933 aus Österreich in die USA.
- Emil Lederer (1882–1939), Wirtschaftswissenschaftler und Soziologe, emigrierte 1933 zunächst nach Japan, sodann noch 1933 in die USA.
- Otto Leichter (1897–1973), Jurist und Publizist, emigrierte 1938 über Belgien nach Frankreich, 1940 in die USA, 1946 Rückkehr nach Wien, 1948 zurück in die USA.
- Charlotte Leubuscher (1888–1961), Sozial- und Wirtschaftswissenschaftlerin, emigrierte 1922 nach Großbritannien.
- Werner Levi (1912–2005), Politikwissenschaftler, emigrierte über Großbritannien 1940 in die USA.
- Hermann Levy (1881–1949), Ökonom und Schriftsteller, emigrierte 1934 nach Großbritannien.
- Kurt Lewin (1890–1947), Sozialpsychologe und Feldtheoretiker, emigrierte 1933 in die USA.
- Hilde Lion (1893–1970), Soziologin und Gründerin einer Schule in England.
- Eva Lips (1906–1988), Ethnologin und Rechtssoziologin, emigrierte 1934 in die USA, kehrte 1948 in die DDR zurück.
- Karl Loewenstein (1891–1973), Rechts- und Politikwissenschaftler, emigrierte 1933 in die USA.
- Adolf Löwe (1893–1995), Soziologe und Nationalökonom, emigrierte 1933 nach Großbritannien, später in die USA. 1983 kehrte er nach Deutschland zurück.
- Leo Löwenthal (1900–1993), Literatursoziologe, emigrierte 1934 in die USA.
- Georg Lukács (1885–1971), ungarischer Philosoph, Literaturkritiker und Politiker. Emigrierte Anfang 1933 von Berlin in die Sowjetunion und kehrte Ende 1944 nach Budapest (Ungarn) zurück.
- Charlotte Lütkens (1896–1967), Sozialwissenschaftlerin, emigrierte 1937 in das Vereinigte Königreich und kehrte 1949 in die Bundesrepublik Deutschland zurück.

## M
- Joseph Maier (1911–2002), Soziologe, emigrierte 1933 in die USA.
- Ernest Manheim (1900–2002), Soziologe, Anthropologe und Komponist, emigrierte 1933 über Ungarn in das Vereinigte Königreich, 1936 dann in die USA.
- Fritz Karl Mann (1883–1979), Finanzwissenschaftler und Finanzsoziologe, emigrierte 1933 in die USA.
- Hermann Mannheim (1889–1974), Kriminologe, emigrierte 1934 in das Vereinigte Königreich.
- Karl Mannheim, (1893–1947) Soziologe und Philosoph, emigrierte 1933 in das Vereinigte Königreich.
- Harry Maòr (1914–1982), Soziologe, emigrierte 1933 nach Palästina.
- Herbert Marcuse (1898–1979), Philosoph, Politologe und Soziologe, emigrierte 1933 über die Schweiz und Frankreich in die USA (1934).
- Jacob Marschak (1898–1977), Wirtschaftswissenschaftler, emigrierte 1933 erst nach Österreich, dann in das Vereinigte Königreich und schließlich 1939 in die USA.
- Paul Wilhelm Massing (1902–1979), Soziologe, emigrierte 1939 in die USA.
- Carl Mayer (1902–1974), Religionssoziologe, emigrierte 1933 in die USA und siedelte in den 1960er Jahren in die Schweiz über.
- Carl Mennicke (1887–1959), Sozialpädagoge und religiöser Sozialist, emigrierte 1933 in die Niederlande, wurde dort nach dem Einmarsch der Wehrmacht verhaftet und kam ins KZ Sachsenhausen.
- Alfred Meusel (1896–1960), Soziologe, emigrierte 1934/35 über Dänemark in das Vereinigte Königreich und kehrte 1946/47 nach Berlin [Ost] zurück.
- Johann Mokre (1901–1981), Soziologe und Rechtsphilosoph, emigrierte 1939 aus Österreich über die Schweiz und Italien in die USA. Er kehrte 1948 nach Österreich zurück.
- Hans Morgenthau (1904–1980), Politikwissenschaftler, emigrierte 1937 über Spanien, Italien und Frankreich  in die USA.
- Fritz Morstein Marx (1900–1969), Politik- und Verwaltungswissenschaftler, emigrierte 1933 in die USA und kehrte 1962 nach Deutschland zurück.

## N
- Hans Neisser (1895–1975), Wirtschaftswissenschaftler, emigrierte 1933 in die USA.
- Franz Neumann (1900–1954), Politikwissenschaftler, emigrierte 1933 in das Vereinigte Königreich und 1936 in die USA.
- Sigmund Neumann (1904–1962), Politikwissenschaftler, emigrierte 1933 in das Vereinigte Königreich und 1934 weiter in die USA.
- Fritz Neumark (1900–1991), Finanzwissenschaftler, emigrierte 1933 in die Türkei und kehrte 1951 in die Bundesrepublik Deutschland zurück.
- Paul Martin Neurath (1911–2001), Soziologe, wurde 1938 auf der Flucht aus Österreich verhaftet, kam erst ins KZ Dachau und dann ins KZ Buchenwald. Nach seiner Entlassung emigrierte er 1939 über Schweden in die USA.
- Fritz Nova (1915–1995), Politikwissenschaftler, emigrierte 1936 nach Italien und 1939 in die USA.

## O
- Franz Oppenheimer (1864–1943), Arzt, Soziologe, Nationalökonom und Zionist, reiste 1939 nach Japan aus, wurde dort nicht geduldet und emigrierte 1940 über Schanghai in die USA.

## P
- Henry M. Pachter (1907–1980), Historiker und Politikwissenschaftler, emigrierte in die USA.
- Fritz Pappenheim (1902–1964), Soziologe und Ökonom, emigrierte 1933 über Spanien nach Frankreich (1939) und in die USA (1941).
- Helmuth Plessner (1892–1985), Philosoph und Soziologe, emigrierte 1934 in die Niederlande und ging dort während der deutschen Besetzung in den Untergrund. Er kehrte um 1950 in die Bundesrepublik Deutschland zurück.
- Karl Polanyi (1886–1964), Wirtschaftswissenschaftler und -theoretiker, emigrierte 1933 aus Österreich in das Vereinigte Königreich und 1940 in die USA.
- Friedrich Pollock (1894–1970), Soziologie, Ökonom und Organisator des Instituts für Sozialforschung, emigrierte 1933 über die Schweiz und Frankreich in die USA. Er kehrte 1950 in die Bundesrepublik Deutschland zurück.
- Karl Popper (1902–1994), Philosoph und Wissenschaftstheoretiker, emigrierte 1937 aus Österreich nach Neuseeland und siedelte 1946 in das Vereinigte Königreich über.

## R
- Uri Ra’anan (bis 1954 Heinz Felix Frischwasser) (1926–2020), Politologe, emigrierte als Kind aus Österreich in die USA.
- Konstantin Radaković (1884–1973), Philosoph und Soziologe, emigrierte 1941 nach Kroatien und kehrte 1945 nach Österreich zurück.
- Hermann Rauschning (1887–1982), NSDAP-Politiker und Faschismustheoretiker, emigrierte 1936 aus der Freien Stadt Danzig über die Schweiz, Frankreich und das Vereinigte Königreich in die USA (1941).
- Wilhelm Reich (1897–1957), Psychiater, Psychoanalytiker, Sexualforscher und Soziologe, emigrierte 1933 zunächst nach Österreich, dann nach Dänemark, 1934 nach Norwegen und 1939 in die USA.
- Eva Gabriele Reichmann (1897–1998); Historikerin und Soziologin, emigrierte 1938 in das Vereinigte Königreich.
- Theodor Reik (1888–1969), Psychoanalytiker, emigrierte 1933 in die Niederlande und 1938 in die USA.
- Paul Reiwald (1895–1951), Jurist und Kriminologe, emigrierte 1933 nach Belgien, dann (1939) in die Schweiz.
- Ernst Reuter (1889–1953), SPD-Politiker und Kommunalwissenschaftler, emigrierte nach zweimaliger KZ-Haft 1935 in die Türkei. Er kehrte 1946 nach Berlin [West] zurück.
- Svend Riemer (1905–1977), Soziologe, emigrierte 1933 nach Schweden und 1938 in die USA.
- Wilhelm Röpke (1899–1966), Wirtschaftswissenschaftler, emigrierte 1933 in die Türkei, dann 1937 in die Schweiz.
- Edgar R. Rosen (1911–1994), Politikwissenschaftler, emigrierte 1937 mit amerikanischer Staatsbürgerschaft in die USA, kehrte 1965 wieder nach Deutschland zurück.
- Arthur Rosenberg (1889–1943), Historiker und Politiker, emigrierte 1933 in die Schweiz, 1934 in das Vereinigte Königreich und 1937 in die USA.
- Hans Rosenberg (1904–1988), Historiker, emigrierte 1934/35 über Kanada und Kuba in die USA und kehrte 1977 die Bundesrepublik Deutschland zurück.
- Eugen Rosenstock-Huessy (1888–1973), Jurist, Philosoph und Soziologe, emigrierte 1933 in die USA.
- Alexander Rüstow (1885–1963), Wirtschafts- und Sozialwissenschaftler, emigrierte 1933 in die Türkei. Er kehrte 1949 in die Bundesrepublik Deutschland zurück.
- Joseph Rovan (1918–2004), Politologe, Publizist und Regierungsberater, emigrierte 1933 nach Frankreich.

## S
- Albert Salomon (1891–1966), Soziologe, emigrierte 1935 über die Schweiz in die USA.
- Gottfried Salomon(-Delatour) (1892–1964), Soziologe und Nationalökonom, emigrierte 1933 nach Frankreich und 1941 in die USA.
- Arthur Salz (1881–1963), Sozial- und Wirtschaftswissenschaftler, emigrierte 1933 in das Vereinigte Königreich und 1934 in die USA.
- Alexander von Schelting (1894–1963), Soziologe. Emigrierte 1934 in die USA und 1950 in die Schweiz.
- Josef Schleifstein (1915–1992), Philosoph und Politiker, nach Zuchthaushaft 1935 nach Polen ausgewiesen, von dort in die Tschechoslowakei emigriert, 1939 in das Vereinigte Königreich. Kehrte 1946 nach Deutschland zurück (Britische Zone), siedelte 1951 in die DDR über und kam 1968 in die Bundesrepublik Deutschland.
- Johann Lorenz Schmidt (geb. Laszlo Radvanyi)(1900–1978), Sozialwissenschaftler, emigrierte 1933 nach Frankreich, nach Internierung 1941 Ausreise nach Mexiko. Kehrte 1952 nach (Ost-)Berlin zurück.
- Alfred Schütz (1899–1959), Begründer der phänomenologischen Soziologie, emigrierte 1938 nach Frankreich und 1939 in die USA.
- Leopold Schwarzschild (1891–1950), Publizist und Soziologe, emigrierte 1940 in die USA und kehrte 1949 in die Bundesrepublik Deutschland zurück.
- Arthur Schweitzer (1905–2004), Wirtschafts- und Sozialwissenschaftler, emigrierte 1933 in die Schweiz und 1938 in die USA.
- Alphons Silbermann (1909–2000), Jurist, Soziologe und Schriftsteller, emigrierte 1933 in die Niederlande, 1938 über Frankreich nach Australien, remigrierte über Frankreich in die Schweiz und von dort 1970 in die Bundesrepublik Deutschland.
- Hans Simons (1893–1972), Jurist und Politikwissenschaftler, emigrierte 1934 in die USA.
- Alfred Sohn-Rethel (1899–1990), Nationalökonom, Soziologe und marxistischer Philosoph, emigrierte 1937 über die Schweiz und Frankreich in das Vereinigte Königreich. Er kehrte 1972 in die Bundesrepublik Deutschland zurück.
- Hans Speier (1905–1990), Soziologe, emigrierte 1933 in die USA.
- Manès Sperber (1905–1984), Schriftsteller, Sozialpsychologe und Philosoph, emigrierte 1933 nach ‚Schutzhaft‘ aus Deutschland über seine österreichische Heimat nach Jugoslawien und Frankreich und 1942 in die Schweiz. 1945 kehrte er nach Frankreich zurück.
- Werner Stark (1909–1985), Wissens- und Religionssoziologe, emigrierte 1933 in die Tschechoslowakei und 1939 auf Umwegen in das Vereinigte Königreich. 1973 kehrte er in sein Geburtsland Österreich zurück.
- Kurt Steiner (1912–2003), Politikwissenschaftler, emigrierte 1938 aus Österreich in die USA.
- Eleonore Sterling (1925–1968), Politikwissenschaftlerin, emigrierte 1938 zu Verwandten in die USA. Sie kehrte nach Deutschland zurück.
- Fritz Sternberg (1895–1963), Nationalökonom, marxistischer Theoretiker und Politiker, emigrierte 1933 über die Tschechoslowakei und die Schweiz 1939 in die USA. Er kehrte 1954 in die Bundesrepublik zurück.
- Willy Strzelewicz (1905–1986), Sozial- und Erziehungswissenschaftler, emigrierte 1933 über die Tschechoslowakei und Norwegen nach Schweden, kehrte 1955 in die Bundesrepublik Deutschland zurück.
- Adolf Sturmthal (1903–1986), Politikwissenschaftler, Soziologe, Publizist, wurde 1934 aus Österreich ausgebürgert und ging in die Schweiz. Später emigrierte er über Belgien und das Vereinigte Königreich in die USA.
- Herbert Sultan (1894–1954), Wirtschafts- und Sozialwissenschaftler, emigrierte 1939 in das Vereinigte Königreich und kehrte 1946 nach Deutschland (Britische Zone) zurück.
- Walter Sulzbach (1889–1969), Soziologe, emigrierte 1937 in die USA und kehrte 1956 in die Bundesrepublik zurück.
- Stefan Szende (1901–1985), Politologe, Politiker und Journalist, emigrierte nach KZ- und Zuchthaushaft 1935 in die Tschechoslowakei und 1937 nach Schweden.

## T
- Kurt P. Tauber (1922–2024), Historiker und Politologe, emigrierte als Kind aus Österreich in die USA.
- Jacob Taubes (1923–1987), Religionssoziologe, Philosoph und Judaist, emigrierte 1936 in die Schweiz, 1949/51 in die USA, 1951/53 nach Israel, 1956 in die USA. Rückkehr nach Berlin (West) 1966.
- Hans Toch (1930–2021), Sozialpsychologe und Kriminologe, emigrierte als Kind aus Österreich in die USA.

## V
- Alfred Vagts (1892–1986), Schriftsteller und Historiker, emigrierte 1932/33 über das Vereinigte Königreich in die USA.
- Eric Voegelin (1901–1985), Politikwissenschaftler und Philosoph, emigrierte 1938 über die Schweiz in die USA. Kehrte 1958 in die Bundesrepublik Deutschland zurück, zog aber 1969 wieder in die USA.

## W
- Joachim Wach (1898–1955), Religionswissenschaftler und Soziologe, emigrierte 1935 in die USA.
- Helmut R. Wagner (1904–1989),  rätekommunistischer Theoretiker und später Soziologe, emigrierte 1934 in die Schweiz und 1941 in die USA.
- Hans Weil (1898–1972), Pädagoge, emigrierte 1933 nach Italien und 1939 in die USA.

- Gerhard Ludwig Weinberg (* 1928), Historiker, emigrierte 1938 nach Großbritannien und 1940 in die USA.
- Rudolph H. Weingartner (1927–2020), Philosoph, emigrierte 1939 als Kind mit seiner Familie in die USA.
- Hans Wilbrandt (1903–1988), Agrarwissenschaftler und Politikberater. Emigrierte 1934 in die Türkische Republik und kehrte 1953 in die Bundesrepublik Deutschland zurück.
- Emilio Willems (1905–1997), Soziologe und Anthropologe, emigrierte 1931 nach Brasilien und 1949 in die USA.
- Ernst Florian Winter (1923–2014), Historiker und Politikwissenschaftler, emigrierte 1938 mit seinem Vater Ernst-Karl Winter aus Österreich in die USA und kehrte 1964 nach Österreich zurück.
- Ernst Karl Winter (1895–1959), Politiker und Soziologe, emigrierte 1938 aus Österreich über die Schweiz in die USA. 1955 kehrte er nach Österreich zurück.
- Karl August Wittfogel (1896–1988), Sinologe und Soziologe, 1933 KZ Esterwegen/Papenburg, emigrierte 1934 in das Vereinigte Königreich und von dort 1940 in die USA.
- George Victor Wolfe (1904–1990), Politikwissenschaftler, emigrierte 1939 aus Österreich über das Vereinigte Königreich in die USA.
- Kurt Heinrich Wolff (1912–2003), Soziologe, emigrierte 1939 über das Vereinigte Königreich in die USA.
- Frieda Wunderlich (1884–1965), Wirtschaftswissenschaftlerin und Soziologin, emigrierte 1933 in die USA.

## Z
- Hans Zeisel (1905–1992), Rechtswissenschaftler und Statistiker, emigrierte 1938 aus Österreich in die USA.
- Heinz Otto Ziegler (1903–1944), Soziologe, emigrierte 1933 nach Prag, dann in das Vereinigte Königreich, wo er Pilot der Royal Air Force wurde.
- Edgar Zilsel (1891–1944), Philosoph und Soziologe, emigrierte 1938 aus Österreich in die USA.